# Hultsfreds kommun
Hultsfreds kommun er en kommune i Kalmar län i Sverige.
Siden 1986 har kommunen været kendt som skueplads for den største musikfestival i Sverige, Hultsfredsfestivalen, med omkring 30.000 besøgende om året.
Næsten alle bebyggelser i kommunen ligger ved jernbanen.  Ud over Hultsfred i den nordlige del af kommunen, er der byerne Virserum i sydvest og andre endnu mindre bebyggelser så som Lönneberga, Silverdalen og Målilla.  Over de sidste ti år er befolkningstallet i kommunen faldet med omkring 2.000 personer, da mange er flyttet til større byer.
En stor del af kommunens areal er dækket af skove, som størstedelen af Småland, med nogle få, spredte landbrugsarealer.

## Historie
Den første kommune med navnet Hultsfred var en köping, som i 1927 blev skilt ud fra Vena landkommune.  Ved  kommunalreformen i 1952 blev der dannet en række storkommuner: Målilla (de tidligere kommuner Gårdveda og Målilla), Mörlunda (Mörlunda og Tveta) og Virserum (Järeda og Virserum).  Lönneberga, Vena og Hultsfreds köping forblev uændrede.  Virserum blev omdannet til köping i 1956.
I 1969 fandt første etape sted i den næste kommunalreform, hvor to kommuner i kommunalsamarbejdet, Lönneberga og Målilla, blev slået sammen med Hultsfred.  Hultsfreds kommune blev dannet i 1971, hvor köpingen blev slået sammen med Mörlunda, Vena og Virserum.

## Byområder
Der er otte byområder i Hultsfreds kommun.
I tabellen vises byområderne i størrelsesorden pr. 31. december 2005.  Hovedbyen er markeret med fed skrift. 
| # | Byområde    | Befolkning |
| - | ----------- | ---------- |
| 1 | Hultsfred   | 5.305      |
| 2 | Virserum    | 1.847      |
| 3 | Målilla     | 1.605      |
| 4 | Mörlunda    | 956        |
| 5 | Silverdalen | 791        |
| 6 | Järnforsen  | 539        |
| 7 | Vena        | 380        |
| 8 | Rosenfors   | 308        |

57°29′00″N 15°50′00″Ø / 57.4833°N 15.8333°Ø